# Pınarlı, Pamukova
Pınarlı là một xã thuộc huyện Pamukova, tỉnh Sakarya, Thổ Nhĩ Kỳ. Dân số thời điểm năm 2008 là 311 người.